# Álvaro Obregón (La Trinitaria)
Álvaro Obregón es una localidad del estado mexicano de Chiapas. Es parte del municipio de La Trinitaria.

## Toponimia
El nombre de la localidad rinde homenaje a Álvaro Obregón, presidente de México de 1920 a 1924.

## Demografía
| Gráfica de evolución demográfica |
|                                  |

| Censo | Población |
| ----- | --------- |
| 1940  | 324       |
| 1950  | 416       |
| 1960  | 571       |
| 1970  | 774       |
| 1980  | 990       |
| 1990  | 1 487     |
| 2000  | 1 615     |
| 2010  | 1 790     |
| 2020  | 1 934     |